# Scarlet Hill
Der Scarlet Hill (englisch für Scharlachroter Hügel) ist ein eisfreier, abgerundeter und 410 m hoher Hügel auf der Insel Heard der Heard und McDonaldinseln im südlichen Indischen Ozean. Er ragt oberhalb des Skua Beach auf der Ostseite der Insel auf.
Eine erste grobe Kartierung erfolgte 1874 durch Teilnehmer der britischen Challenger-Expedition (1872–1876). Wissenschaftler der Australian National Antarctic Research Expeditions nahmen 1948 Vermessungen und die deskriptive Benennung vor.